# Cleveland (Alabama)
Cleveland is een plaats (town) in de Amerikaanse staat Alabama, en valt bestuurlijk gezien onder Blount County.

## Demografie
Bij de volkstelling in 2000 werd het aantal inwoners vastgesteld op 1241.
In 2006 is het aantal inwoners door het United States Census Bureau geschat op 1384, een stijging van 143 (11,5%).

## Geografie
Volgens het United States Census Bureau beslaat de plaats een oppervlakte van
17,9 km², waarvan 17,8 km² land en 0,1 km² water. Cleveland ligt op ongeveer 144 m boven zeeniveau.

## Plaatsen in de nabije omgeving
De onderstaande figuur toont de plaatsen in een straal van 16 km rond Cleveland.